# Друга ліга Болгарії з футболу
Друга професіональна футбольна ліга (болг. Втора професионална футболна лига) або просто Друга ліга (болг. Втора лига) — другий дивізіон чемпіонату Болгарії з футболу, організований Болгарським футбольним союзом та Професіональною футбольною лігою.
Чемпіонат був заснований у 1950 році під назвою Республіканська футбольна група «Б», яка існувала до 2000 року, після чого отримала професіональний статус і носила назву Друга професіональна футбольна група (2000–2001), Перша професіональна футбольна група (2001–2003) та Професіональна футбольна група «Б» (2000–2016). У сезоні 2005/06 було створено дві футбольні групи «Б» — Східна та Західна, а з сезону 2012/13 була повернута система з однією групою. З сезону 2016/17 чемпіонат був переформатований і отримав нову назву — Друга професіональна футбольна ліга.

## Історія
Спроби створити лігу другого рівня болгарського футболу були зроблені до 1948 року. У період 1937 — 1940 років, коли в Болгарії існував Національний футбольний дивізіон, були спроби створити Північний та Південний дивізіон.

### Республіканська футбольна група «Б»
У 1950 році відбувся перший чемпіонат «Б» РФГ, який складався з двох груп — Північної та Південної, в яких брало участь по 10 клубів.
- Північна: Торпедо (Русе), Динамо (Плевен), Динамо (Варна), Строїтел (Шумен), Бенковскі (Видин), Локомотив (Горішня Оряховиця), Строїтел (Свищов), Динамо (Враца), Червоне знаме (Павликені), Червоне знаме (Силістра) .
- Південна: Спартак (Софія), Рилскі спортіст (Самоков), Локомотив (Стара Загора), Торпедо (Димитровград), Строїтел (Бургас), Динамо (Пазарджик), Динамо (Пловдив), Торпедо (Хасково), Динамо (Ямбол), Ботев (Благоєвград) .

Першими чемпіонами стали «Торпедо» (Русе) та «Спартак» (Софія).
Протягом сезону 1951 року чемпіонат мав лише одну групу з 12 командами, яку на наступний рік було розширено до 14 команд, а з 1953 року було прийнято рішення створити п'ять окремих груп — Софійська, Північно-східна, Північно-західна, Південно-східна та Південно-західна. З сезону 1954 року найкращі команди з усіх груп виходили до фінального раунду, де розігрували три місця у вищому дивізіоні.
На сезон 1956 року чемпіонат було розширено ще дві на дві групи — Північну та Південну. Експеримент із семи груп проводився лише цього сезону. З наступного розіграшу 1957 року залишилось лише дві групи — Північ і Південь, що складались з 16 команд кожна.
За винятком трьох сезонів, періоду 1959—1962 років, коли існувала лише 1 група, двогруповий формат зберігався до 1984 року. У ті роки кількість команд, що складали обидві групи варіювались — 16, 18, 20 або 22.
Починаючи з сезону 1984/85 дивізіон було знову скорочено до однієї групи. В першому сезоні було 22 команди, а з наступного кількість скоротилась до 20. Лише на два сезони — 1993/94 і 1994/95 — дивізіон повертався до двох груп — Північ і Південь — по 16 команд у кожній, після чого ставав знову єдиним, спочатку на 18 команд, а потім на 16.

### Друга професіональна футбольна група
У 2000 році керівництво федерації внесло зміни в назву групи. Відповідно до новоствореної Вищої ліги, назви змінив і другий дивізіон, на Другу професіональну футбольну групу, яка стала складатись з 18, замість 16 команд як раніше, через зменшення учасників вищого дивізіону з 16 до 14. Щоб знову скоротити кількість команд до 16, останні шість за підсумками сезону Другої групи покинули дивізіон.

### Перша професіональна футбольна група
Перед початком сезону 2001/02 Друга група була перейменована в Першу ПФЛ. При цьому замість 16 команд чемпіонат розпочався лише з 13, оскільки Локомотив (Пловдив) та Беласиця (Петрич) використали лазівки в правилах і об'єднались з командами вищої ліги — Велбаждом (Кюстендил) та Хебиром (Пазарджик) відповідно, фактично зайнявши їх місце, що в свою чергу означало зникнення професіонального футболу в Кюстендилі та Пазарджику. БФС вирішив не заповнювати Першу лігу іншими командами. За два дні до початку сезону Слинчев бряг (Несебир) відмовився від участі через фінансові причини, і тому на старт вийшло лише 13 клубів. У наступному сезоні 2002/03 зіграло вже 15 команд.

### Професіональна футбольна група «Б»
У 2003 році чемпіонату було повернуто історичну назву — Група Б. Формат теж повернувся до того, який був до перейменування 2000 року — одна група з 16 команд без плей-оф.
Перед початком сезону 2005/06 БФС вирішив розділити чемпіонат на дві групи по 14 команд, причому чемпіон кожної з них виходив до Групи А в кінці сезону, а дві команди, які займали друге місце, грали між собою стиковий матч, щоб визначити третю вакансію в елітному дивізіоні. 19 травня 2008 року було прийнято рішення збільшити кількість учасників у обох групах з 14 до 16 команд.
Перед сезоном 2010/11 знову був змінений формат: обидві групи (Східна та Західна) мали по 12 команд, причому кожна команда грала одна проти одної 3 рази.
З сезону 2012/13 Група Б знову стала єдиною.

### Друга професіональна футбольна ліга
7 червня 2016 року назву чемпіонату було змінено на Другу професіональну футбольну лігу після затвердження нових критеріїв ліцензування клубів. Кожна команда грала з кожним 2 рази протягом сезону, переможець напряму виходив до Першої ліги, в той час як 2 та 3 місця грали плей-оф проти команд вищого дивізіону Болгарії за місце в еліті.

## Команди
Сезон 2019/20 :
- Ботев (Гилибово)
- Чорноморець (Балчик)
- ЦСКА 1948
- Хебир (Пазарджик)
- Каріана (Ерден)
- Литекс (Ловеч)
- Локомотив (Горішня Оряховиця)
- Локомотив (Софія)
- Лудогорець (Разград) II
- Монтана
- Нафтохімік (Бургас)
- Пирин (Благоєвград)
- ОФК Поморіє
- Септемврі (Софія)
- Спартак (Плевен)
- Спартак (Варна)
- Струмска слава (Радомир)

## Чемпіони
- 1950 — Північна: Торпедо (Русе) • Південна: Спартак (Софія)
- 1951 — Ударник (Софія)
- 1952 — ВВС (Софія)
- 1953 — Софійська: Завод 12 (Софія) • Північно-східна: Спартак (Варна) • Північно-західна: Торпедо (Плевен) • Південно-східна: Ударник (Стара Загора) • Південно-західна: Червено знаме (Кюстендил)
- 1954 — Софійська: ВВС (Софія) • Північно-східна: Спартак (Русе) • Північно-західна: Червено знаме (Павлікені) • Південно-східна: ДНА (Пловдив) • Південно-західна: Червено знаме (Радомир)
- 1955 — Софійська: Спартак (Софія) • Північно-східна: Септемврі (Добрич) • Північно-західна: Червено знаме (Видин) • Південно-східна: Динамо (Пловдив) • Південно-західна: Динамо (Станке Димитров)
- 1956 — Софійська: Септемврі (Софія) • Північно-східна: СКНА (Варна) • Північна: СКНА (Русе) • Північно-західна: Локомотив (Лом) • Південно-східна: Ударник (Стара Загора) • Південна: Локомотив (Пловдив) • Південно-західна: Червено знаме (Станке Димитров)
- 1957 — Північна: Дунав (Русе) • Південна: Ботев (Стара Загора)
- 1958 — Північна: Спартак (Софія) • Південна: Марек (Дупниця)
- 1959 — Північна: Спартак (Софія) • Південна: Септемврі (Софія)
- 1960 — Берое (Стара Загора)
- 1961 — Спартак (Плевен)
- 1962 — Спартак (Софія)
- 1963 — Північна: Локомотив (Горішня Оряховиця) • Південна: Генерал Заїмов (Сливен)
- 1964 — Північна: Ботев (Враца) • Південна: Академік (Софія)
- 1965 — Північна: Спартак (Варна) • Південна: Ботев (Бургас)
- 1966 — Північна: Добруджа (Добрич) • Південна: Міньор (Перник)
- 1967 — Північна: Спартак (Плевен) • Південна: Сливен
- 1968 — Північна: Дунав (Русе) • Південна: Марек (Дупниця)
- 1969 — Північна: Етир (Велико Тирново) • Південна: Мариця (Пловдив)
- 1970 — Північна: Чардафон-Орловець (Габрово) • Південна: Лисков (Ямбол)
- 1971 — Північна: ЖСК-Спартак (Варна) • Південна: Берое (Стара Загора)
- 1972 — Північна: Панайот Волов (Шумен) • Південна: Перник
- 1973 — Північна: Янтра (Габрово) • Південна: Пирин (Благоєвград)
- 1974 — Північна: Дунав (Русе) • Південна: Сливен
- 1975 — Північна: ЖСК-Спартак (Варна) • Південна: Берое (Стара Загора)
- 1976 — Північна: Академік (Свиштов) • Південна: Марек (Дупниця)
- 1977 — Північна: Черно море (Варна) • Південна: Черноморец (Бургас)
- 1978 — Північна: Спартак (Плевен) • Південна: Хасково
- 1979 — Північна: Етир (Велико Тирново) • Південна: Міньор (Перник)
- 1980 — Північна: Академік (Софія) • Південна: Беласиця (Петрич)
- 1981 — Північна: Етир (Велико Тирново) • Південна: Хасково
- 1982 — Північна: ЖСК-Спартак (Варна) • Південна: Пирин (Благоєвград)
- 1983 — Північна: Панайот Волов (Шумен) • Південна: Берое (Стара Загора)
- 1984 — Північна: Спартак (Плевен) • Південна: Пирин (Благоєвград)
- 1985 — Академік (Свиштов)
- 1986 — Чорноморець (Бургас)
- 1987 — Міньор (Перник)
- 1988 — Черно море (Варна)
- 1989 — Хебир (Пазарджик)
- 1990 — Янтра (Габрово)
- 1991 — Хебир (Пазарджик)
- 1992 — Хасково
- 1993 — Черно море (Варна)
- 1994 — Північна: ЛЕКС (Ловеч) • Південна: Нафтохімік (Бургас)
- 1995 — Північна: Спартак (Варна) • Південна: Левскі (Кюстендил)
- 1996 — Мариця (Пловдив)
- 1997 — Литекс (Ловеч)
- 1998 — Септемврі (Софія)
- 1999 — Чорноморець (Бургас)
- 2000 — Черно море (Варна)
- 2001 — Спартак (Плевен)
- 2002 — Рильський спортіст (Самоков)
- 2003 — Родопа (Смолян)
- 2004 — Берое (Стара Загора)
- 2005 — Вихрен (Санданський)
- 2006 — Східна: Спартак (Варна) • Західна: Рилски спортист (Самоков)
- 2007 — Східна: ПСФК Чорноморець (Бургас) • Західна: ПФК Пирин (Благоєвград)
- 2008 — Східна: Сливен • Західна: Локомотив (Мездра)
- 2009 — Східна: Берое (Стара Загора) • Західна: ПФК Монтана
- 2010 — Східна: Каліакра (Каварна) • Західна: Видима-Раковскі (Севлиево)
- 2011 — Східна: Лудогорець (Разград) • Західна: Ботев (Враца)
- 2012 — Східна: Етир 1924 • Західна: Пирин (Гоце Делчев)
- 2013 — Нафтохімік (Бургас)
- 2014 — Марек (Дупниця)
- 2015 — ПФК Монтана
- 2016 — Дунав (Русе)
- 2017 — Етир (Велико Тирново)
- 2018 — Ботев (Враца)
- 2019 — Царско село (Софія)

## Статистика (1950—2007)

### Командні
- Найбільша кількість чемпіонств: Берое (Стара Загора) — 9 разів (1953, 1956, 1957, 1959/60, 1970/71, 1974/75, 1982/83, 2003/04, 2008/09)
- Найбільша кількість проведених сезонів: Светкавиця (Тирговиште) — 44 рази
- Найбільше число забитих голів за один сезон: Берое (Стара Загора) — 113 (у 38 зустрічах протягом сезону 1974/75)
- Найменше число забитих голів за один сезон: ФК Димитровград — жодного гола (в 26 іграх сезону 1952)
- Найменше число пропущених за один сезон: Спартак (Софія) — 5 (у 15 зустрічах 1958 року.)
- Найбільше число пропущених за один сезон: Локомотив (Левскі) — 113 (у 42 зустрічах у сезоні 1981/82)
- Найбільше число перемог за один сезон: Хасково — 28 (у 42 матчах протягом сезону 1980/81)
- Найменше число перемог за один сезон: ФК Димитровград в 1952 році в 26 зустрічах, Хеброс (Харманлі) в 1953 році в 22 зустрічах і Доростол (Сілістра) в сезоні 2000/01 в 31 іграх не перемагали.
- Найбільше число нічиїх за сезон: Академік (Софія) — 16 (у 34 зустрічах протягом сезону 1963/64)
- Найбільше число нічиїх за сезон: ФК Димитровград 1952 року в 26 зустрічах, Торпедо (Софія) 1953 року в 22 зустрічах, Арда (Карджалі) в 1953 році в 22 зустрічах, Карнобат в 1956 році в 22 зустрічах, Шумен в сезоні 1969/70 у 34 матчах, та Сливен у сезоні 1970/71 у 34 матчах не грали жодного матчу внічию.
- Найменше число поразок за сезон: Септемврі (Плевен) в сезоні 1948/49 в 12 матчах, ВВС (Софія) та ДНА (Пловдив) в 1954 році в 22 зустрічах, Спартак (Софія) в 1955 році в 24 зустрічах і Нафтекс (Бургас) в сезоні 2006/07 у 26 матчах жодного разу не програвали.
- Найбільше число поразок за сезон: Чумерна (Елена) — 32 (у 38 матчах протягом сезону 1991/92)

### Футболісти
- Найбільше матчів у чемпіонаті: Пламен Лінков — 541 зустрічей за Литекс
- Найбільше голів у чемпіонаті: Пламен Лінков — 161 гол
- Найбільше голів за один сезон: Петко Петков (з Берое) — 53 голи у сезоні 1974/75)

### Найкращі бомбардири
| Сезон   | Футболіст                                                           | Голів |
| ------- | ------------------------------------------------------------------- | ----- |
| 1962/63 | Північна: Петар Харалампієв (Септемврі)                             | 21    |
| 1962/63 | Південна: Іван Васілев (Сливен)                                     | 23    |
| 1963/64 | Північна: Ілія Драгомиров (Ботев Вр)                                | 27    |
| 1963/64 | Південна: Павел Владимиров (Міньор)                                 | 18    |
| 1964/65 | Північна: Міхаїл Гьонін (Сеп. слава)                                | 29    |
| 1964/65 | Південна: Борис Сергієв (Металург) Георгі Йорданов (Міньор)         | 18    |
| 1965/66 | Північна: Демостен Яков (Локомотив Р)                               | 18    |
| 1965/66 | Південна: Борис Сергієв (Металург) Георгі Йорданов (Міньор)         | 19    |
| 1966/67 | Північна: Дімітар Стоянов (Миньор Вр)                               | 24    |
| 1966/67 | Південна: Васил Конов (Сливен)                                      | 18    |
| 1967/68 | Північна: Никола Йорданов (Дунав)                                   | 22    |
| 1967/68 | Південна: Сашо Паргов (Марек)                                       | 21    |
| 1968/69 | Північна: Кирил Тодоров (Бдин)                                      | 21    |
| 1968/69 | Південна: Евден Каменов (Горубсо)                                   | 21    |
| 1969/70 | Північна: Красен Маринов (Раковскі Сев) Йордан Бонев (Академік Св)  | 19    |
| 1969/70 | Південна: Христо Момчев (Лисков)                                    | 19    |
| 1970/71 | Північна: Никола Димитров (Спартак Вн)                              | 18    |
| 1970/71 | Південна: Петко Петков (Берое)                                      | 30    |
| 1971/72 | Північна: Іван Петров (Доростол)                                    | 26    |
| 1971/72 | Південна: Христо Христов (Міньор) Венко Мендизов (Мариця)           | 20    |
| 1972/73 | Північна: Красен Маринов (Янтра)                                    | 20    |
| 1972/73 | Південна: Сашо Паргов (Марек)                                       | 27    |
| 1973/74 | Північна: Никола Христов (Дунав) Стоян Ілієв (Дунав)                | 16    |
| 1973/74 | Південна: Іван Притиргов (Чорноморець)                              | 23    |
| 1974/75 | Північна: Боян Гергов (Сеп. слава) Стефан Спасов (Чавдар Тр)        | 18    |
| 1974/75 | Південна: Петко Петков (Берое)                                      | 51    |
| 1975/76 | Північна: Тодор Петров (Ком)                                        | 23    |
| 1975/76 | Південна: Петко Ганчев (Арда)                                       | 24    |
| 1976/77 | Північна: Антон Ніколов (Волов)                                     | 18    |
| 1976/77 | Південна: Стоян Коцев (Балкан) Петко Ганчев (Арда)                  | 20    |
| 1977/78 | Північна: Красен Марінов (Янтра) Методі Методієв (Чавдар Тр)        | 21    |
| 1977/78 | Південна: Стоян Коцев (Балкан)                                      | 21    |
| 1978/79 | Північна: Іван Ненчев (Етир)                                        | 21    |
| 1978/79 | Південна: Ілійчо Цеков (Балкан) Атанас Кушалієв (Несебир)           | 23    |
| 1979/80 | Північна: Дімітар Стоянов (Луд. слава)                              | 28    |
| 1979/80 | Південна: Кинчо Хрістов (Міньор Бух)                                | 31    |
| 1980/81 | Північна: Георгі Тодоров (Шумен)                                    | 31    |
| 1980/81 | Південна: Едуард Ераносян (Локомотив Пд) Кинчо Хрістов (Миньор Бух) | 27    |
| 1981/82 | Північна: Венцислав Філіпов (Академік Св) Георгі Тодоров (Шумен)    | 28    |
| 1981/82 | Південна: Георгі Фіданов (Локомотив Пд)                             | 27    |
| 1982/83 | Північна: Венцислав Філіпов (Академік Св)                           | 25    |
| 1982/83 | Південна: Едуард Ераносян (Локомотив Пд)                            | 18    |

| Сезон   | Футболист                                                            | Голове |
| ------- | -------------------------------------------------------------------- | ------ |
| 1984/85 | Веселин Михайлов (Сеп. слава)                                        | 28     |
| 1985/86 | Івайло Стефанов (Доростол)                                           | 23     |
| 1986/87 | Ілія Велічков (Хасково) Верчо Мітов (Міньор)                         | 26     |
| 1987/88 | Георгі Тодоров (Шумен)                                               | 28     |
| 1988/89 | Владимир Стоянов (Черноморец Бс)                                     | 24     |
| 1989/90 | Станимир Стоїлов (Хасково)                                           | 27     |
| 1990/91 | Стоян Дімов (Чумерна)                                                | 25     |
| 1994/95 | Північна: Іво Георгієв (Корабостроїтел) Даніел Островскі (Сторгозія) | 26     |
| 1994/95 | Південна: Стоїмір Урошевич (Велбижд)                                 | 18     |
| 1995/96 | Кирил Василев (Хасково)                                              | 22     |
| 1996/97 | Дімчо Беляков (Литекс)                                               | 23     |
| 1997/98 | Кирил Василев (Хасково) Владимир Андонов (Хасково)                   | 18     |
| 1998/99 | Филип Теофоолу (Черно море/Кремиковци)                               | 22     |
| 1999/00 | Добрин Рагин (Іскир-Хебир)                                           | 24     |
| 2000/01 | Тодор Колев (Спартак Пл)                                             | 45     |
| 2001/02 | Румен Шанкулов (Видима)                                              | 15     |
| 2002/03 | Евгені Йорданов (Мак. слава) Румен Істревскі (Родопа)                | 18     |
| 2003/04 | Владислав Златинов (Пирин)                                           | 21     |
| 2004/05 | Іліян Міцанскі (Пирин 1922)                                          | 21     |
| 2005/06 | Західна: Мирослав Манолов (Конеліано)                                | 19     |
| 2005/06 | Східна: Георгі Христов (Мариця)                                      | 18     |
| 2006/07 | Західна: Борислав Дичев (Видима)                                     | 20     |
| 2006/07 | Східна: Мирослав Міндев (Сливен)                                     | 18     |
| 2007/08 | Західна: Атанас Ніколов (Локомотив Мз)                               | 18     |
| 2007/08 | Східна: Мирослав Міндев (Сливен)                                     | 24     |
| 2008/09 | Західна: Венцислав Іванов (Монтана)                                  | 19     |
| 2008/09 | Східна: Деян Христов (Нафтекс)                                       | 25     |
| 2009/10 | Західна: Ангел Русев (Видима) Владислав Златинов (Банско)            | 17     |
| 2009/10 | Східна: Борислав Іванов (Несебир)                                    | 20     |
| 2010/11 | Західна: Георгі Калайджиєв (Банско) Тихомир Кинев (Етир-1924)        | 11     |
| 2010/11 | Східна: Петар Атанасов (Брестник)                                    | 10     |
| 2011/12 | Західна: Владислав Мірчев (Бдин)                                     | 9      |
| 2011/12 | Східна: Ніколай Павлов (Любимець)                                    | 13     |
| 2012/13 | Благой Наков (Банско)                                                | 17     |
| 2013/14 | Атанас Чіпілов (Банско)                                              | 13     |
| 2014/15 | Янакі Смирнов (Локомотив ГО)                                         | 22     |
| 2015/16 | Тихомир Кинев (Локомотив ГО)                                         | 14     |
| 2016/17 | Дімітар Георгієв (Локомотив Сф)                                      | 18     |
| 2017/18 | Светослав Диков (Царско село)                                        | 25     |
| 2018/19 | Георгі Мінчев (Царско село)                                          | 29     |

## Найкращі бомбардири
Станом на 20 липня 2017 року
| Ні | Ім'я              | Команди                                                      | Голи |
| -- | ----------------- | ------------------------------------------------------------ | ---- |
| 1  | Пламен Лінков     | Литекс (Ловеч)                                               | 161  |
| 2  | Боян Гергов       | ФК Монтана                                                   | 158  |
| 3  | Венцислав Філіпов | Академік (Свищов), Литекс (Ловеч), Светкавиця (Тарговище)    | 154  |
| 4  | Красен Маринов    | Академік (Свищов), Раковські (Севлиєво), Янтра (Габрово)     | 153  |
| 5  | Георгій Тодоров   | Сливнишскі герой (Сливниця), Литекс (Ловеч), Шумен           | 143  |
| 6  | Іван Стефанов     | Тунджа (Ямбол), Мариця (Пловдив), Доростол (Силістра)        | 142  |
| 7  | Антон Ніколов     | Шумен, Лудогорець (Разград)                                  | 137  |
| 8  | Костадін Латінов  | Міньор (Маджарово), Хасково                                  | 133  |
| 9  | Васіл Редовський  | Балкан (Ботевград), Локомотив (Мездра)                       | 128  |
| 9  | Веселін Михайлов  | Монтана                                                      | 128  |
| 11 | Веско Ганчев      | Янтра (Габрово), Трявна                                      | 125  |
| 12 | Петро Георгієв    | Енергетик (Галабово), Арда (Карджалі), Мариця-схід (Раднево) | 123  |
| 11 | Димитар Стоянов   | Лудогорець (Разград), хан Аспарух (Ісперих)                  | 122  |
| 11 | Стефан Спасов     | Гемус (Троян)                                                | 113  |
| 11 | Огнян Маринов     | Бдін (Видин)                                                 | 108  |
| 11 | Дімо Валев        | Блискавка (Тарговиште)                                       | 103  |

## Найбільше матчів
Станом на 20 липня 2017 року
| Ні | Ім'я              | Команди                                                              | Матчі |
| -- | ----------------- | -------------------------------------------------------------------- | ----- |
| 1  | Пламен Лінков     | Литекс (Ловеч)                                                       | 541   |
| 2  | Борис Стоянов     | Светкавиця (Тарговиште)                                              | 524   |
| 3  | Цветан Атанасов   | Родопа (Смолян), Гемус (Троян), Пирин (Гоце Делчев), Марек (Дупниця) | 494   |
| 4  | Василь Редовський | Балкан (Ботевград), Локомотив (Мездра)                               | 479   |
| 5  | Таньо Відков      | Арда (Карджалі), Чирпан                                              | 476   |
| 6  | Тошко Борисов     | Бдін (Видин), Ботев (Враца), Чавдар (Бяла Слатина)                   | 470   |
| 7  | Йордан Кирилов    | Бдін (Видин)                                                         | 468   |
| 8  | Тодор Мечев       | Віхрен (Санданскі)                                                   | 452   |
| 9  | Микола Конанов    | Добруджа (Добрич)                                                    | 446   |
| 10 | Джорі Григоров    | Сливен, Бдин (Видин)                                                 | 443   |
| 11 | Іван Георгієв     | Бдін (Видин)                                                         | 439   |
| 12 | Кадрі Ідрізов     | Арда, Асеновець (Асеновград)                                         | 436   |
| 13 | Станчо Дінев      | Родопи (Смолян)                                                      | 436   |
| 14 | Георгій Коларов   | Литекс (Ловеч)                                                       | 405   |
| 14 | Стоян Чешмеджієв  | Чорноломець (Попово), Шумен                                          | 405   |
| 16 | Красимир Тодоров  | Академік (Свищов), Чорноломець (Попово), Светкавиця                  | 400   |

### Чемпіони
Примітка: Команди, виділені курсивом, більше не існують. Станом на 20 липня 2017 року
| Місце | Команда               | Титулів | Сезони                                                        |
| ----- | --------------------- | ------- | ------------------------------------------------------------- |
| 1     | Берое (Стара Загора)  | 9       | 1953, 1956, 1957, 1959/60, 1970/71, 1982/83, 2003/04, 2008/09 |
| 2     | Спартак (Варна)       | 7       | 1953, 1964/65, 1970/71, 1974/75, 1981/82, 1994/95, 2005/06    |
| 3     | Спартак (Плевен)      | 6       | 1948/49, 1960/61, 1966/67, 1977/78, 1983/84, 2000/01          |
| 4     | Спартак (Софія)       | 5       | 1950, 1955, 1958, 1958/59, 1961/62                            |
| 4     | Черно море (Варна)    | 5       | 1956, 1976/77, 1987/88, 1992/93, 1999/2000                    |
| 4     | Чорноморець (Бургас)  | 5       | 1964/65, 1976/77, 1985/86, 1998/99, 2006/07                   |
| 4     | Марек (Дупниця)       | 5       | 1956, 1958, 1967/68, 1975/76, 2013/14                         |
| 4     | Дунав (Русе)          | 5       | 1950, 1957, 1967/68, 1973/74, 2015/16                         |
| 4     | Етир (Велико-Тирново) | 5       | 1968/69, 1978/79, 1980/81, 2011/12, 2016/17                   |
| 10    | Міньор (Перник)       | 4       | 1965/66, 1971/72, 1978/79, 1986/87                            |
| 10    | Пирин (Благоєвград)   | 4       | 1972/73, 1981/82, 1983/84, 2006/07                            |
| 10    | Сливен                | 4       | 1962/63, 1966/67, 1973/74, 2007/08                            |
| 13    | Янтра (Габрово)       | 3       | 1969/70, 1972/73, 1989/90                                     |
| 13    | Хасково               | 3       | 1977/78, 1980/81, 1991/92                                     |
| 13    | Септемврі (Софія)     | 3       | 1956, 1958/59, 1997/98                                        |